# Jan Brouwer (architect)

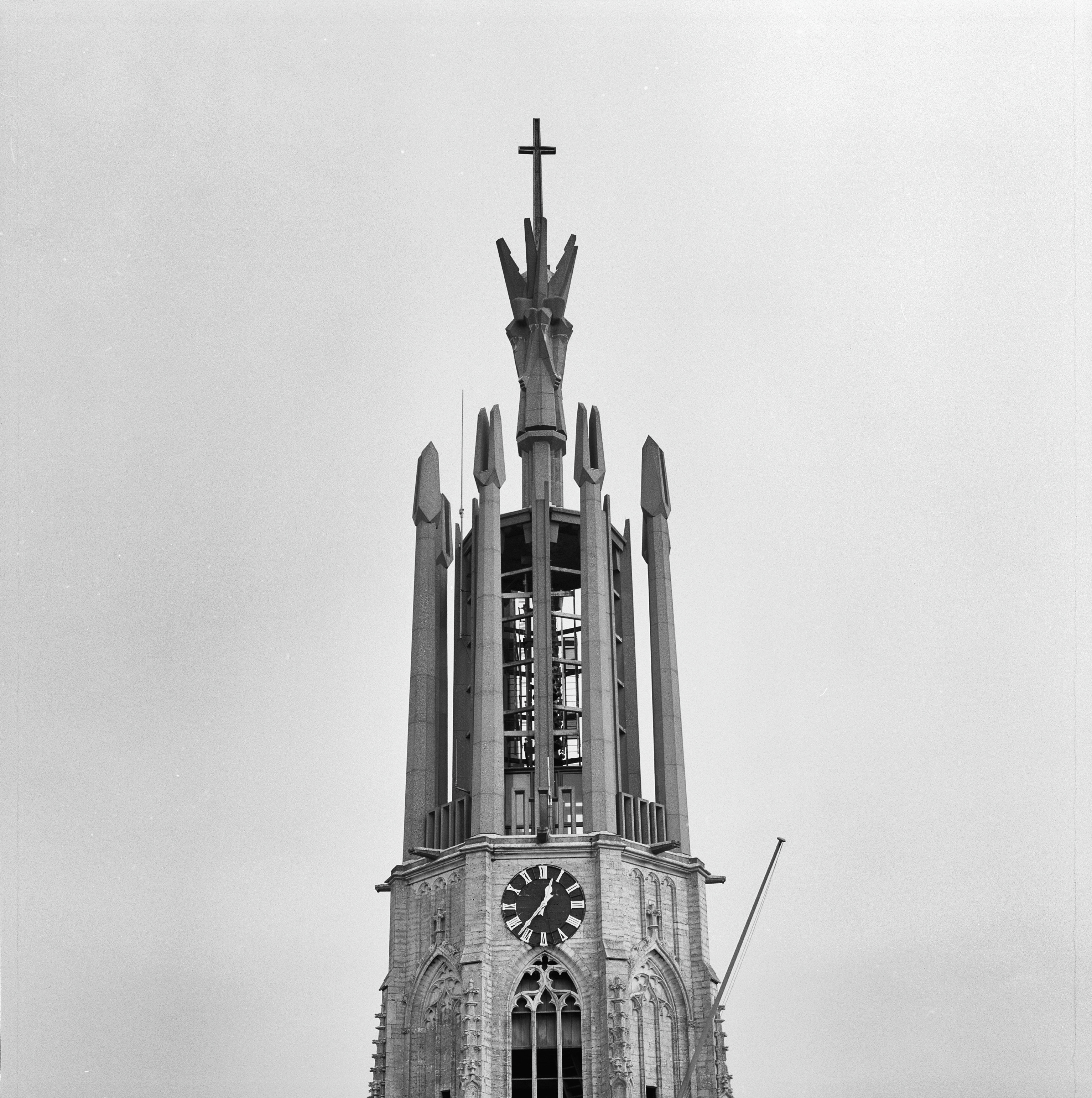
De torenspits in Hulst

Jan Brouwer (Oostzaan, 4 juli 1916 – Aerdenhout, 14 april 1976) was een Nederlandse architect. Gedurende ruim dertig jaar ontwierp hij verschillende Nederlandse gebouwen en kunstobjecten.

## Torenspits
Brouwer werd in 1957 bekend als de architect van de torenspits van de Sint-Willibrordusbasiliek te Hulst. De oude torenspits werd in 1944 kapotgeschoten door Poolse bevrijders. Voor een nieuwe torenspits werd in 1950 een prijsvraag uitgeschreven. Drie architecten werden uitgenodigd om mee te doen. Hun ontwerpen vielen echter niet in de smaak bij de jury. Toch was er haast bij het herstellen van de spits. Brokstukken van de toren vielen regelmatig naar beneden. In 1953 werd een nieuwe prijsvraag uitgeschreven. De tot dan toe nog vrij onbekende architect Brouwer stuurde zijn ontwerp in voor de prijsvraag. De nieuwe verkiezing leverde veertig inzendingen op. Juryleden waren lovend over het ontwerp.

## Architectenbureau
Brouwer begon zijn architectenbureau in 1950 in Aalsmeer. Na de bouw van zijn nieuwe woning in de bossen bij Aerdenhout verplaatste het bureau in 1957 hiernaartoe.
Het werk van Brouwer laat zich karakteriseren als modernistisch met oog voor beeldende en decoratieve elementen. Hij was met name actief in de provincie Noord-Holland. Vooral in woonplaats Aerdenhout, Haarlem, Heemstede en zijn geboorteplaats Oostzaan zijn nog verschillende objecten van Brouwers hand te zien. Het wapen van Oostzaan dat zichtbaar is boven het gemeentehuis is eveneens van zijn hand.

## Privé
Brouwer werd geboren als eerste zoon van een gezin dat in totaal drie zonen telde. Brouwers vader was een aannemer, zijn moeder was huisvrouw; beide ouders overleefden Brouwer die op 14 april 1976 aan een hartstilstand overleed terwijl hij in zijn woonplaats Aerdenhout voor een verkeerslicht wachtte. Hij werd ruim 59 jaar oud en ligt begraven op de begraafplaats in Bloemendaal. 

## Trivia
Zijn jongste zoon is net als zijn vader architect en had tot zijn dood in 2011 zijn architectenkantoor in de oude woning van Brouwer in Aerdenhout.